# Лес по реке Крынка
Лес по реке Крынка (укр. Ліс по річці Кринка) — ландшафтный заказник местного значения. Находится в Донецком районе Донецкой области возле села Родники, вдоль берега реки Крынка. Статус заказника присвоен решением облисполкома № 276 от 27 июня 1984 года. Площадь — 25 га.
Заказник является примером степного лесоразведения в пойме реки. Имеются дубово-ясеневые насаждения рукотворного происхождения в прирусловой и центральной пойме реки Крынка. Возраст насаждений — 70 лет. Среди дубовых насаждений есть примеси клёна остролистного и береста.
Среди трав в заказнике встречаются чистотел, фиалка, подмаренник крепкий, ластовень русский.